# Theodor Zeltner
Johan Theodor Zeltner (8. august 1822 i København – 9. februar 1904 i København) var en dansk arkitekt og kgl. slotsforvalter, der bl.a. har tegnet bygningen, der nu kendes som Dannerhuset. Zeltner var broder til Hans Christian Zeltner, der ligeledes var arkitekt, og fader til Otto F. Zeltner, der også blev arkitekt.

## Biografi
Theodor Zeltner blev født 8. august 1822 i København som søn af møller og lysestøber Hans David Zeltner og Rosine Dorthea Cramer. Samtidig med at han var i tømrerlære og blev Svend 1842, fik han i 1838 adgang til Kunstakademiets Arkitektskole, blev i december 1844 elev på arkitekturskolen, vandt i marts 1846 den lille og to år efter den store sølvmedalje.
Fra 1844 var han bygningskonduktør under Jørgen Hansen Koch og deltog som sådan i Frederiksborg Slots og Badstuens restaurering (1846-50). Derefter var han konduktør under Bygningsdirektoratet, i 1852 blev han konstitueret, i 1854 fast ansat som slotsforvalter ved Christiansborg Slot, og han var under Frederik 7. Civillistens bygmester. I 1859 fik han titel af kammerråd, i 1860 blev han bygmester og inspektør ved Vallø, Vemmetofte og Bregentved, 1863 Ridder af Dannebrog, 1869 Dannebrogsmand og Ridder af St. Olafsordenen, 1875 Ridder af Nordstjerneordenen samt senere af den græske Frelsers- og den russiske St. Anna-Orden.

## Ægteskab
Den 8. august 1848 havde han ægtet Louise Jakobine Rudolphi (f. 17. september 1819 i København, d. 29. juli 1887 sst.), datter af handelsgartner August Gottlieb Rudolphi (f. 1787, d. 1842) og Dorothea f. Liunge (f. 1794, d. 1862).
Theodor Zeltner er begravet på Holmens Kirkegård.

## Embeder
- 1852 konstitueret som og 1854 udnævnt til slotsforvalter ved Christiansborg og Civillistens bygmester
- Fra 1860 bygmester ved Vallø Stift og ved Vemmetofte Kloster

## Værker
- Vognremise, ridebanen, Vallø Slot (1855)
- Forpagterbolig og skole, Vemmetofte (1860-61)
- Forpagtergård med økonomibygning på Sophiendal
- Forpagtergård med Stoltegården, Bregentved
- Kavalerbygning ved Palæet i Skodsborg (1862, nu del af Skodsborg Sanatorium)
- Nyt gravkapel, Vemmetofte (ca. 1863)
- Tegning til Frederik VII's kiste i Roskilde Domkirke (1863)
- Carolinestiftelsen, Vallø (1869)
- Tilbygning til hovedbygningen, Lundbygård
- Frederik VII's Stiftelse (Dannerhuset), Nansensgade 1, København (1873-75, fredet)
- Hylleholt Kirke ved Faxe Ladeplads (1878)
- Tilbygning (museumsbygning) til Moltkes Palæ, Dronningens Tværgade 2, København (1878-80, nu Håndværkerforeningen)
- Beboelsesejendom (enkebolig for lensgrevinde Moltke, Bregentved), Bredgade 41, København (1878-80)
- Hospitalsbygning, Vallø (1888)
- Desuden en række arbejderboliger, Vallø
- Diverse bygninger på Jægerspris

### Ombygninger og restaureringer
- Hovedbygning, Billesborg (1852)
- Engestofte Kirke (1856)
- Udvidelse af Vallø Kro og bageri (1859)
- Præsteboligen i Vallø (1860)
- Vemmetofte Kloster (efter brand 1862-63, ombygget 1907-09 af Axel Berg)
- Vallø Slot (1863-66, brændt 1893, genopført af Hans J. Holm)
- Gammel Lellingegård
- Herregården Lystrup (1864-69)
- Kongsted Kirke
- Hovedbygning, Bregentved (1869, igen ombygget 1887-91 af Axel Berg)
- Himlingøje Kirke (1872)
- Hovedbygningen, Giesegård (1873, ændret 1904)
- Købmagergades Postkontor, fløjen mod Valkendorfsgade, København (1875-77)
- Havnelev Kirke (1881-82)
- Hovedbygning på Løvenborg
- Nørre Jernløse Kirke (1895)
- Kvanløse Kirke (1900)